# Karasuk
Karasuk (em  russo: Карасук; em  cacassiano: Карасуғ (água negra)) é uma cidade (desde 1954; assentamento de tipo urbano desde 1943) na Rússia, o centro administrativo do distrito de Karasuk, no oblast de Novosibirsk.

## Localização geográfica
A cidade se localiza no norte da estepe de Kulunda, na parte sudoeste do oblast de Novosibirsk. A distância para a cidade de Novosibirsk é de 386 km. Foi fundada no início do Século XX durante a construção de um ramo da linha férrea Tatarskaya - Slavgorod que é integrado à Transiberiana. De acordo com um decreto do Presidium do Soviete Supremo da RSFSR de 3 de junho de 1954, o assentamento de trabalhadores Karasuk recebeu o status de cidade. Após a dissolução da União Soviética, a cidade viu-se próxima da fronteira do agora soberano Cazaquistão.

## Clima
O clima continental predomina na região. Os invernos são frios e longos. O verão é quente e de сéu limpo.
A precipitação média é de 345 mm anuais.

## População
Composição de gênero
No censo demográfico da Rússia de 2010 a população da cidade era de 28.586 habitantes, das quais 13.221 (46,2%) eram do sexo masculino e 15.365 (53,8%) do sexo feminino.

## Indústria
Karasuk é uma grande intersecção ferroviária que inclui duas estações: Karasuk-1 e Karasuk-3. Na cidade operam as seguintes fabrícas alimentícias: Frigorífico de Karasuk, Casa do pão Karasuk, Fábrica de produtos de panificação de Karasuk, Peixaria Kometa. A fábrica de laticínios de Karasuk foi fechada em 2010. A maioria de seus empregados foram treinados para assumir várias posições na garagem de trens de Karasuk.

## Educação
A cidade tem cinco estabelecimentos de ensino médio (duas escolas técnicas e três escolas gerais) e uma escola fundamental. Há uma escola fundamental de música, escola de música para crianças, centro de crianças e jovens, escola de arte, escola de desportos para crianças e jovens, Liceu Politécnico de Karasuk (especializado em transporte ferroviário), Escola de magistério de Karasuk, bem como escritórios de representação das universidades de Novosibirsk, Tomsk, Omsk e Berdsk, com base em ensino à distância. A cidade tem 9 unidades pré-escolares.

## Ciência
A oeste de Karasuk, perto da povoação de Troitsky, às margens do Lago Krotov, há uma estação biológica do Ramo Siberiano do Instituto de Sistemática e Ecologia de Animais da Academia de Ciências da Rússia.

## Cultura e arte
Teatro "Na Okraina"
O teatro Na Okraina foi fundado pela resolução da sessão do Conselho de Deputados de Karasuk de 15 de junho de 2005. Foi fundado pela administração da cidade. É o único teatro de drama da cidade. O teatro inclui performances para adultos e crianças. Em abril de 2009, o "Na Okraina" saiu em turnê pela Oblast de Novosibirsk. O diretor artístico do teatro "Na Okraine" é A. P. Kobets
Cinemas
Atualmente na cidade opera um cinema, o "Cosmos".
Museu de tradições locais
Excursões básicas:
- "História da Karasuk e seu distrito"
- "Grande Guerra Patriótica"
- "Flora e fauna"
- "Arqueologia e Paleontologia"
- "A galeria de arte"

Há também no museu grandes exposições. O Museu de tradições locais de Karasuk  foi incluído no top-9 de museus do Oblast de Novosibirsk, que foram responsáveis pela realização de exposições dos principais museus da Rússia para 2014.

## Esporte
A Instituição Autônoma Municipal de Cultura e Esportes do Distrito de Karasuk do Oblast de Novosibirsk está envolvida na organização e realização de eventos esportivos no distrito de Karasuk. São realizados os Jogos Olímpicos de Inverno e de Verão de assentamentos e coletivos trabalistas, Espartaquiada de instituições de ensino e Espartaquiadas de aposentados são realizadas. Em 2011, foi criado um clube de esportes e saúde para pessoas com deficiência.
As principais instalações esportivas da cidade:
| - Escola de Esportes Infantil e Juvenil Que inclui os seguintes esportes: - hóquei no gelo - futebol - futsal - voleibol - basquete - tênis de mesa - esqui de fundo - atletismo - combate corpo-a-corpo - boxe - natação - levantamento de peso; | - Estádio Lokomotiv; - Piscina "Sadko"; - Arena "Molodost'"; - Arena "Dinamo"; - Base de esqui; - Academia esportiva "Zdorovie"; - 2 arenas de hóquei (Equipe: Lokomotiv Karasuk); - 3 academias esportivas. |

## Transporte
Duas estações ferroviárias ligam a cidade com Omsk, Kamen-na-Obi, Slavgorod, Barnaul, Tatarsk, Barabainsk, Kalachinsk, Novosibirsk e Pavlodar.
Existem ônibus para Pavlodar, Novosibirsk, Kupino, Kuchugur e Chistoozernoye.

## Pessoas famosas associadas a Karasuk
- Yurchenko, Vasily Alekseevich - ex-governador do Oblast de Novosibirsk[2]
- Russkikh, Leonid Valentinovich - Herói da Federação Russa . O participante do conflito na Ossétia do Norte de 1992, da primeira e da segunda guerras chechenas,
- Timonov, Vasily Nikolayevich - Herói da União Soviética Membro da Grande Guerra Patriótica .
- Landik, Ivan Ivanovich - Herói da União Soviética.
- Mikhail Ilyich Karbyshev - pai do herói da União Soviética D. M. Karbysheva, zelador dos lagos salgados de Karasuk
- Karnaushchenko, Marina Nikolaevna - atleta russo, mestre dos esportes da Rússia .
- Loginov, Yevgeny Yuryevich - deputado da Duma Estatal da Federação Russa . O líder do partido não registrado "Russian Breakthrough".
- Sorokin, Zakhar Artyomovich - piloto soviético, herói da Grande Guerra Patriótica, herói da União Soviética .
- Smetanin, Grigory Andreevich - piloto-observador principal do 10º regimento de aviação de reconhecimento independente, capitão. Herói da União Soviética .
- Orlov, Yakov Nikiforovich - Major do Exército Soviético, participante da Grande Guerra Patriótica, Herói da União Soviética .
- Molochkov, Grigory Aksentyevich - tenente do Exército Vermelho, participante da Grande Guerra Patriótica, Herói da União Soviética .
- Klimovsky, Nikolai Afanasyevich - Coronel do Exército Soviético, participante da Grande Guerra Patriótica, Herói da União Soviética .
- Moleev, Viktor Fedorovich - Coronel do Exército Soviético, participante da Grande Guerra Patriótica, Herói da União Soviética .
- Nabatov, Vyacheslav Vasilyevich - pintor soviético russo, membro da União de Artistas de São Petersburgo .
- Trakhimenok, Sergey Aleksandrovich - escritor, doutor em ciências jurídicas, professor. Secretário da União dos Escritores da Bielorrússia .

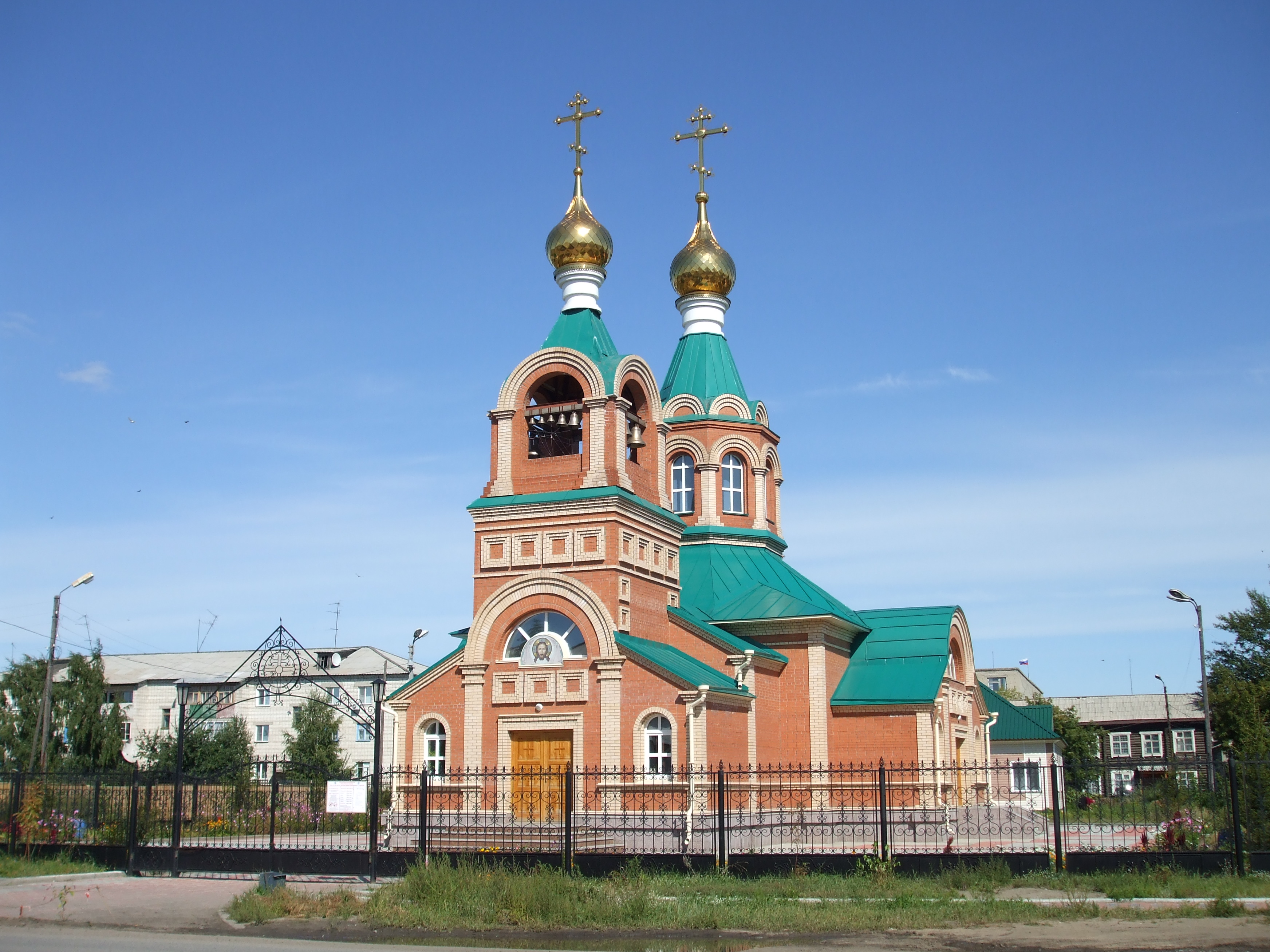
Igreja de Santo André

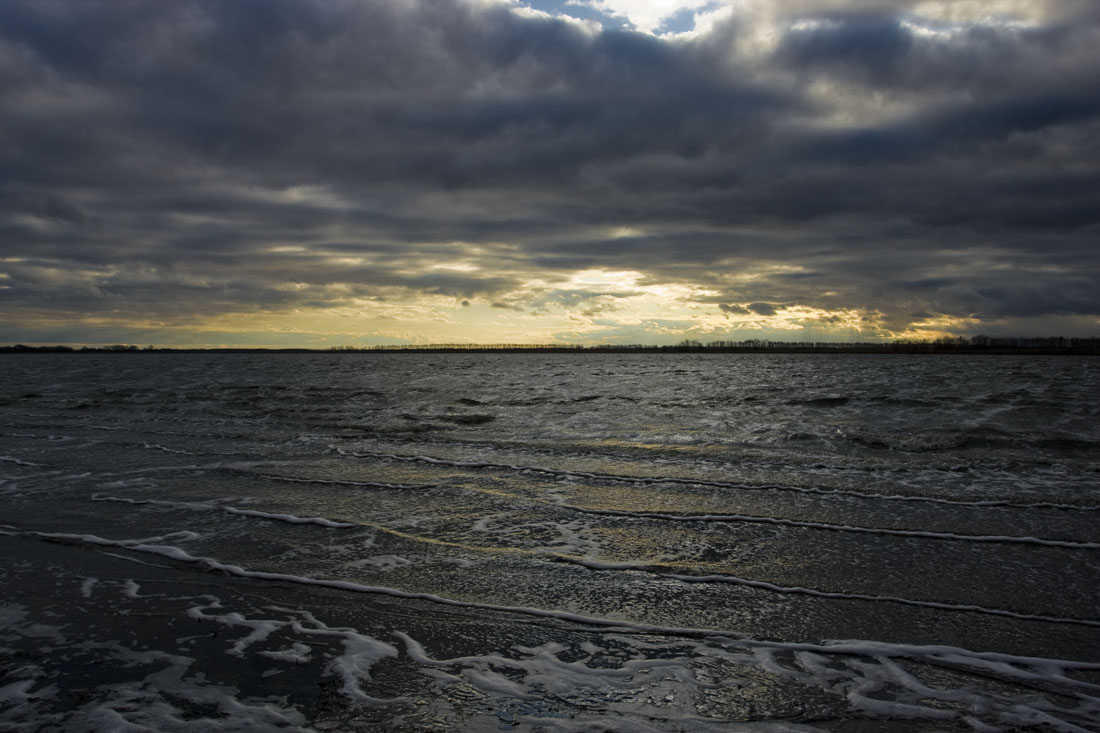
Lago salgado

- Volkov, Andrey Alekseevich - tenente do exército soviético, participante da Grande Guerra Patriótica, Herói da União Soviética .
- Rubezhansky, Pyotr Nikolayevich - funcionario público, assessor do presidente da “Russian Railways” V.I. Yakunin.

## Atrações
- Igreja de Santo André
- Monumento aos heróis da guerra civil.
- Monumento de locomotiva L-3609 . Fundado em 2005 em homenagem ao Herói do Trabalho Socialista Alexandr Dorofeevich Parfenov e sua assistente Valentina Burtenko.[3]
- Memorial da Glória Militar. Nos pilares do memorial, os nomes de mais de 5.000 nativos do distrito de Karasuk, que pereceram durante a Grande Guerra Patriótica, foram notados, 9 bustos de cidadãos - Heróis da União Soviética foram instalados.[3]
- Memorial da Glória Laboral. Fundado em 2015. O primeiro na região de Novosibirsk monumento aos trabalhadores da retaguarda.[3]
- Colina de Melkovskiy (Lago Melkoe).
- Kurgan (povoação Blagodatnoe).
- Castelo d'água construída em 1915.[3]
- Lago Salgado- lama medicinal e água salgada são capazes de manter uma pessoa flutuando sem movimento (hoje em dia, há um canal de drenagem adjacente para desviar a água do pântano da cidade).